# شهرستان ماتاوینی
شهرستان ماتاوینی (به انگلیسی: Matawinie Regional County Municipality) یک منطقهٔ مسکونی در کانادا است که در ناحیه لانودییر واقع شده‌است. شهرستان ماتاوینی ۱۰٬۴۳۰٫۰۰ کیلومتر مربع مساحت و ۴۹٬۵۱۶ نفر جمعیت دارد.